# Il signor di Pourceaugnac

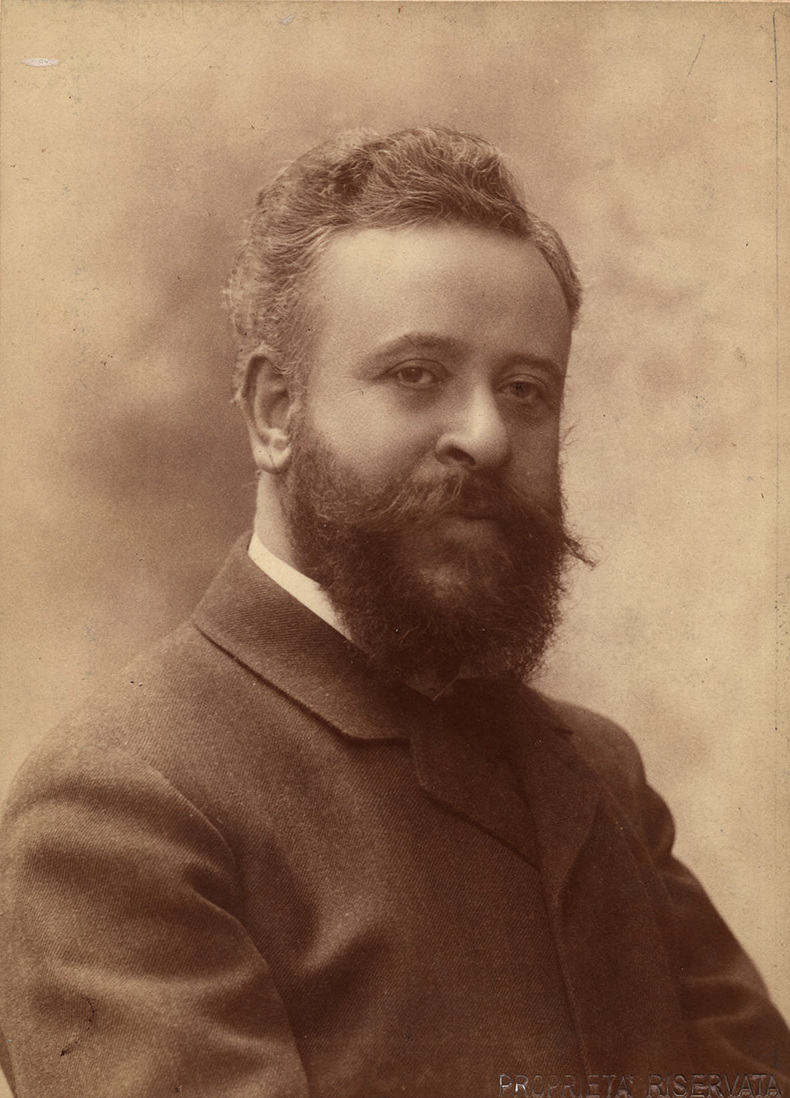
Alberto Franchetti

Il signor di Pourceaugnac är en opera i tre akter med musik av Alberto Franchetti och libretto av Ferdinando Fontana. Operan hade premiär den 10 april 1897 på Teatro alla Scala i Milano.

## Personer
| Roller                    | Röstläge    | Premiärbesättning 10 april 1897 |
| ------------------------- | ----------- | ------------------------------- |
| Il Signor di Pourceaugnac | Baryton     | Edoardo Sottolana               |
| Sbrigani                  | Baryton     | Guglielmo Caruson               |
| Eraste                    | Tenor       | Alessandro Bonci                |
| Argante                   | Bas         | Arcangelo Rossi                 |
| Diaforius, läkare         | Bas         | Ruggero Galli                   |
| Purgon, läkare            | Bas         | Gennaro Berenzone               |
| Tarquinius, kirurg        | Bas         | Alessandro Polonini             |
| Fleurant, apotekare       | Tenor       | Cesare De Rossi                 |
| Cavillus, advokat         | Bas         | Luigi Francalancia              |
| Förste soldat             | Baryton     | Gusmano Barbieri                |
| Andre soldat              | Tenor       | Ettore Borelli                  |
| Giulia                    | Sopran      | Regina Pinkert                  |
| Nerina                    | Mezzosopran | Olga Beduschi                   |
| Lucietta                  | Mezzosopran | Maria Corti                     |
| En tjänare                |             | N.N.                            |